# Насва (Сааремаа)
На́сва (эст. Nasva) — посёлок в волости Сааремаа уезда Сааремаа, Эстония.
До декабря 2014 года входил в состав волости Каарма, затем, до реформы местных самоуправлений 2017 года входил в состав волости Ляэне-Сааре.

## География и описание
Расположен на острове Сааремаа, в 3 километрах к юго-западу от волостного и уездного центра — города Курессааре. Высота над уровнем моря — 4 метра.
Статус посёлка Насва получил 18 ноября 2010 года, до этого был деревней.
Через посёлок протекает река Насва, в устье которой расположен порт Насва.
Климат умеренный. Официальный язык — эстонский. Почтовый индекс — 93782.
В Насва 12 улиц: Йые (эст. Jõe tänav), Лайду эст. Laidu tänav), Лахе (эст. Lahe tänav), Лахе пыйк (эст. Lahe põik), Мере (эст. Mere tänav), Оя (эст. Oja tänav), Садама (эст. Sadama tänav), Тийги (эст. Tiigi tänav), Тийги пыйк (эст. Tiigi põik), Тулеторни (эст. Tuletorni tänav), Юлейыэ (эст. Ülejõe tänav), Юлейыэ пыйк (эст. Ülejõe põik). Через посёлок проходят шоссе Курессааре (эст. Kuressaare maantee) и шоссе Сырве (эст. Sõrve maantee).
В границах посёлка находятся природоохранная зона Лооденина и дубрава Лооде — единственный природный парк острова Сааремаа, в котором преобладают дубы. Средний возраст деревьев составляет 150 лет, возраст отдельных деревьев — около 300 лет.
В нескольких сотнях метров от дубравы, справа от шоссе находится бухта Линнулахт (площадь 111 га) — одно из самых уникальных в Эстонии мест обитания водоплавающих птиц по их видовому составу и численности. В бухте гнездятся большие колонии озёрных чаек – около 6000 пар. В большом количестве здесь также гнездятся и другие виды водоплавающих птиц: лысуха, хохлатая чернеть, красноголовый нырок, широконоска, кряква, чирок-свистунок.
От бухты примерно километровой полосой земли отделено двойное солёное озеро — Муллуту-Суурлахт (эст. Mullutu Suurlaht, площадь 14,4 км², наибольшая глубина 2,1 м), которое отделилось от моря 1000—1500 лет назад. Это озёрная система, состоящая из озера Суурлахт на востоке и озера Муллуту на западе, с мелководными берегами, полными растительности и морской грязи. Основные виды рыб: окунь, плотва, щука. Лечебные грязи отсюда получают спа-отели «Spa Hotel Meri» и «Spa Hotel Rüütli» (бывший санаторий «Курессааре»). Муллуту-Суурлахт — четвёртое по величине озеро Эстонии.

## Население
По данным переписи населения 2021 года, в посёлке проживали 342 человека, из них 333 (98,5 %) — эстонцы.
Численность населения посёлка Насва по данным переписей населения:
| Год  | 1959 | 1970  | 1979  | 1989  | 2000  | 2011  | 2021  |
| ---- | ---- | ----- | ----- | ----- | ----- | ----- | ----- |
| Чел. | 164  | ↗ 192 | ↗ 248 | ↗ 261 | ↗ 336 | ↗ 340 | ↗ 342 |

## История
В письменных источниках 1798 года упоминается Naswa (корчма), 1855–1859 годов — Насва (деревня). Как деревня Насва сформировалась во второй половине XIX века, до этого земли Насва относились к государственной мызе Абро (Абрука, нем. Abro, эст. Abruka mõis) и принадлежащей дворянскому семейству Нолькенов частной мызе Шультценхоф (Нолгимыйза, нем. Schultzenhof, эст. Nolgimõisa mõis), позже были разделены между несколькими мызами.
Как рыболовецкая деревня, Насва с 1898 года стала центром промышленного судостроения на Сааремаа. Свой нынешний вид порт посёлка Насва приобрёл в 1980-х годах, когда здесь находился производственный центр рыболовецкого колхоза «Сааре Калур» («Saare Kalur»).

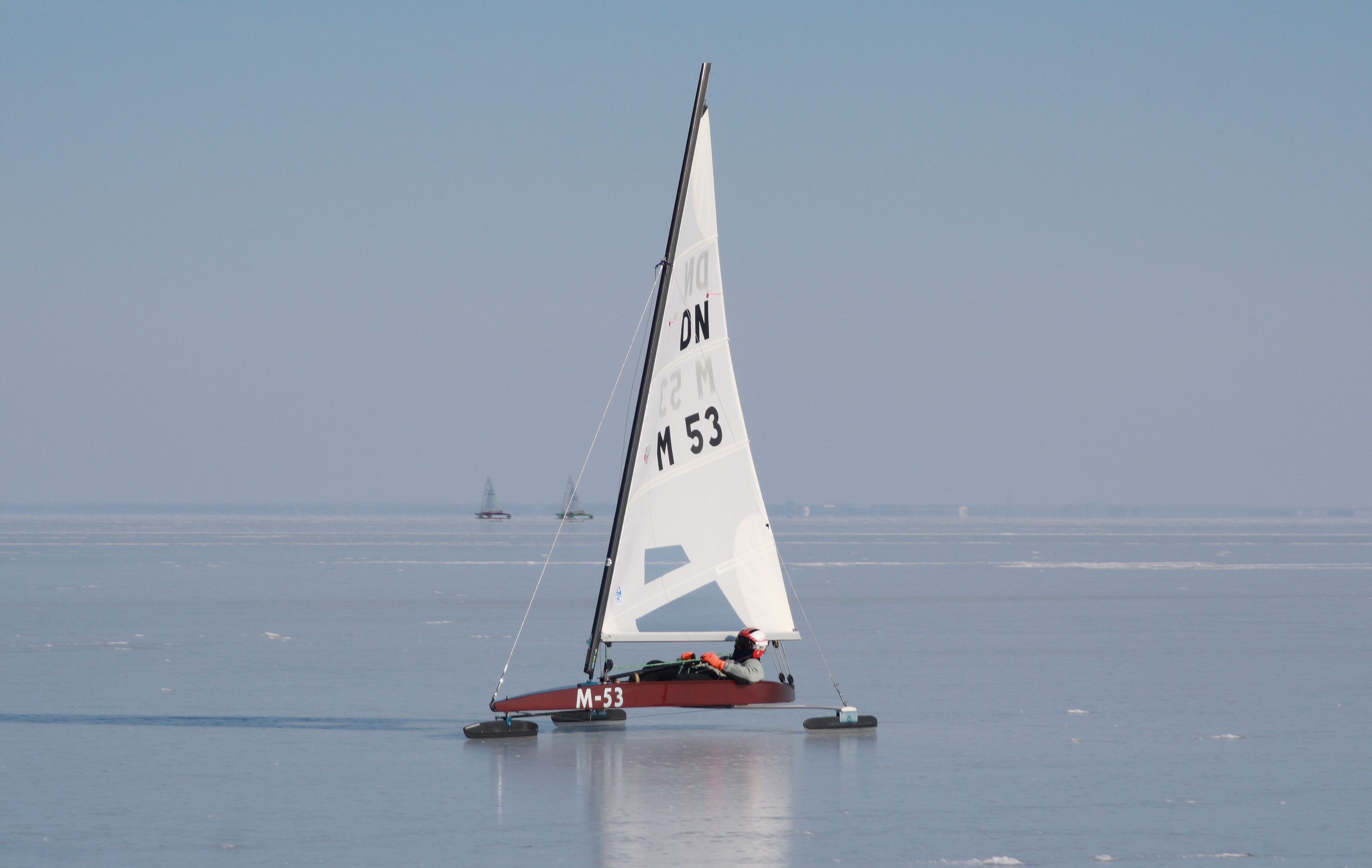
Первенство Европы в классе буеров DN. Насва, 2011 год

Памятник погибшим во время немецкой оккупации Эстонии советским гражданам в Насва. Демонтирован в 2023 году

В советское время на территории деревни был установлен памятный камень казнённым во время немецкой оккупации людям с надписью «В этом лесу убито немецкими фашистами и их пособниками в 1941 году свыше 80 советских граждан» (объект культурного наследия). В протоколе от 30 ноября 2022 года рабочая группа по советским памятникам при Госканцелярии Эстонии признала этот памятник «красным монументом», подлежащим удалению из общественного пространства. Памятник был демонтирован весной 2023 года (см. Список советских военных памятников Эстонии).

## Инфраструктура
В устье реки Насва расположен яхт-клуб и есть гостевой яхтенный порт. Здесь активно занимаются виндсёрфингом, парусным и буерным спортом. 
В посёлке действует народный дом «Насва Клуби» («Nasva Klubi»), работают магазин торговой сети «Coop» и ресторан «Сярг Ресто» («Särg Resto»), есть несколько гостевых домов.

## Комментарии
1. ↑  Эстонские топонимы, оканчивающиеся на -а, не склоняются и не имеют женского рода (исключение — Нарва)[7].